# Иван Караиванов
Иван Караиванов е български партиен деец от БКП и ЮКП.

## Биография
Роден е през октомври 1889 година в град Пирдоп. Става член на БКП през 1918 година. Взема участие в Септемврийското въстание и е близък съратник на Георги Димитров и Васил Коларов, а след неговото потушаване емигрира във Виена. През 1926 година се установява в СССР. До 1929 година работи в Института „Маркс и Енгелс“, а по-късно и в Комунистическия университет. През 1929 година по поръка на Коминтерна заминава за Китай. През 1934 година се завръща в Москва. Там работи в Изпълнителния комитет на Коминтерна. След 9 септември 1944 година се завръща в България. През май 1945 година емигрира в Югославия след несъгласие с ръководството на БКП.
В Югославия получава гражданство и става народен представител в Съюзното събрание на СФРЮ. На шестия и седмия конгрес на ЮКП е избиран за член на ЦК на ЮКП (1952 – 1960). Умира на 27 март 1960 година в Белград и е погребан в Алеята на народните герои на Новите гробища.
Награждаван е с Орден Герой на социалистическия труд и други чужди и югославски отличия.